# NGC 2955
NGC 2955 ist eine Spiralgalaxie vom Hubble-Typ Sb im Sternbild Kleiner Löwe. Sie ist schätzungsweise 312 Millionen Lichtjahre von der Milchstraße entfernt.
Das Objekt wurde am 28. März 1786 von Wilhelm Herschel entdeckt.